# Liste der Baudenkmäler in Laim
Auf dieser Seite sind die Baudenkmäler im Münchner Stadtteil Laim im gleichnamigen Stadtbezirk 25 aufgelistet. Zu diesen Baudenkmälern gibt es auch eine Bildersammlung und ein Fotoalbum mit ausgewählten Bildern.
Diese Liste ist Teil der Liste der Baudenkmäler in München. Grundlage ist die Bayerische Denkmalliste, die auf Basis des bayerischen Denkmalschutzgesetzes vom 1. Oktober 1973 erstmals erstellt wurde und seither durch das Bayerische Landesamt für Denkmalpflege geführt und aktualisiert wird. Die folgenden Angaben ersetzen nicht die rechtsverbindliche Auskunft der Denkmalschutzbehörde.

## Ensembles
- Stadtlohner Straße. Die einheitlich aus zwanzig Einzelgliedern gestaltete Reihenhausanlage mit Einfamilien- und Mietshäusern wurde 1909–11 von der Münchner Terraingesellschaft Neuwestend AG nach Plänen Theodor Fischers erbaut. Bemerkenswert an der im reduziert historisierenden Stil gehaltenen Anlage ist nicht nur der für damalige Verhältnisse wohnungstechnische Komfort (Bäder, Warmwasserheizungen, Ausstattung mit Gas und elektrischem Licht), sondern auch die durch die Kombination von Miets- und Einfamilienhäusern angestrebte Mischung verschiedener sozialer Schichten. Formal zeigen die zu einheitlichen Gruppen zusammengefassten Häuserzeilen deutliche Anklänge an die Musterprojekte der Deutschen Gartenstadtgesellschaft (Hellerau und Falkenberg). Die Anlage öffnet sich mit dreigeschossigen Flügelbauten nach Süden, während sie im Norden, über die Perhamer Straße hinweg, mit ebenfalls dreigeschossigen Bauten geschlossen ist. Dazwischen spannen sich zweigeschossig traufseitig die Reihenhäuser, doch, vor allem durch Dachausbauten, soweit differenziert, dass jedes Glied Individualität besitzt. (E-1-62-000-62)

- Villenkolonie Schlosspark Laim. Ausgereiftes Beispiel einer Einfamilienreihenhaussiedlung des frühen 20. Jahrhunderts: Die von der Terraingesellschaft Neuwestend AG als Villenkolonie Schlosspark Laim geplante Reihenhaussiedlung wurde im Jahre 1912 nach Plänen des Architekten Hans Brühl als Einfamilienhausanlage errichtet. Der kleinstädtische Charakter dieser Anlage zeigt deutlich den formalen Einfluss der Deutschen Gartenstadtgesellschaft, ohne jedoch deren organisatorische Formen genossenschaftlichen Zusammenlebens zu übernehmen. Die Erschließungsstraße ist über einen kleinen Platz versetzt geführt; der weiterführenden Verkehrsstraße (Agnes-Bernauer-Straße) öffnet sie sich zwischen entsprechenden Eckbauten. Gegen Westen wendet die Anlage geradezu eine Außenfront, die an eine kleinstädtische Befestigung erinnert und sich auch nur mit einem Tor öffnet. Die meist zweigeschossigen, vorwiegend zu Ketten zusammengeschlossenen Häuser sind malerisch reich gegliedert. (E-1-62-000-59)

- Zeilenbauten Friedenheim. Die 1928 bis 1930 errichteten Reihenhäuser als Zeilenbauten innerhalb der Siedlung Friedenheim bilden ein Ensemble. Die einheitliche Gruppe aus zweigeschossigen Satteldachgebäuden plante der Architekt Bruno Biehler für die Gemeinnützige Wohnungsfürsorge A.G. München. Die Reihenhaus-Wohnanlage ist Teil der Siedlung Friedenheim und stellt deren ersten Bauabschnitt dar. Das Geviert für die etwa 190 Reihenhäuser liegt westlich der Fürstenrieder Straße und ist nach Süden bis an die Saherrstraße geführt, nach Norden durch die Indersdorfer- und nach Westen durch die Joergstraße begrenzt. In fünf parallel geführten Straßen sind die Zeilenbauten nordsüdlich ausgerichtet und zu unterschiedlichen langen Gruppen zusammengefasst. Zwischen den beiden mittleren Straßen ist nach Norden von den Zeilenbauten ein Bereich für Garagenhöfe freigehalten. Erdgeschossige Baukörper für Ladennutzung verbinden an zwei Stellen die Zeilen nach Norden. Die Reihenhäuser nehmen jeweils die beiden Geschosse ein ohne Dachausbauten. Über eine kleine Vorgartenzone mit niedriger Mauer und Treppe sind die Bauten erschlossen. Jeder Wohneinheit ist unmittelbar ein Garten zugeordnet, der über eine Terrasse vom Haus zugänglich ist. Rückwärtig erschließt ein Gartenweg die Grundstücke zusätzlich. Die teils langgestreckten Satteldachbauten sind gänzlich ohne Gliederung und Dekor gestaltet, nur sind Sockel und Traufe leicht vorgezogen. Eine regelmäßige Reihung der jeweils zweiachsigen Reihenhäuser wird über die Fallrohre erzielt. Einzige Bereicherung sind die kreuzförmigen Gitter vor den kleinen Fenstern im Erdgeschoss. Die Wohnanlage ist Teil eines Programms der Gemeinnützigen Wohnungsfürsorge A.G. München zur Linderung der Wohnungsnot in den 1920er Jahren. Die schlichte Architektursprache der Bauten und die städtebauliche Anordnung nach damaligen Vorstellungen guter Belichtung und Belüftung der Bauten zeigt Einflüsse modernen Bauens in der Zeit der Weimarer Republik. Die Bauten sind in weitgehender Einheitlichkeit erneuert und in ihrer Gesamtanlage als Reihenhäuser in Zeilen mit großen Gärten ungestört überliefert, da keine späteren Zubauten oder Ergänzungen vorgenommen worden sind. (E-1-62-000-94)

## Einzelbauwerke
| Lage | Objekt                                                                             | Beschreibung | Akten-Nr.        | Bild                                                  |
| --- | ---------------------------------------------------------------------------------- | --- | ---------------- | ----------------------------------------------------- |
| Agnes-Bernauer-Platz 2 (Standort)                                                                                                | Villa                                                                              | zweigeschossiger Mansardwalmdachbau in Ecklage, einfache Putzfassade mit geschwungenem Giebelrisalit und Anbauten, 1899–1900; mit Einfriedung, gleichzeitig | D-1-62-000-74    | weitere Bilder                                        |
| Agnes-Bernauer-Platz 8 (Standort)                                                                                                | Villa                                                                              | 1912 von Theodor Fischer | D-1-62-000-75    | weitere Bilder                                        |
| Agnes-Bernauer-Straße 1/3/5/7/9; Lautensackstraße 6/8/10/12/14/16; Ludwig-Richter-Straße 20/22/24; Schedelstraße 1–14 (Standort) | Wohnanlage in zwei Blöcken                                                         | bestehend aus 27 Mehrfamilienhäusern als viergeschossige Mansardtraufseitbauten, vereinheitlichende Fassadengestaltung mit Klinkersteinen sowie Natursteinportalen im Erdgeschoss und verputzten Obergeschossen, Fassaden an der Schedelstraße insgesamt verputzt, in Formen des Heimatschutzstils, von Karl Stöhr, 1925–27, nach Schäden im Zweiten Weltkrieg wiederholend 1947–49 wieder aufgebaut | D-1-62-000-9296  | Wohnanlage in zwei Blöcken                            |
| Agnes-Bernauer-Straße 84 (Standort)                                                                                              | Mietshaus                                                                          | barockisierender Eckbau, 1911 von Josef Ferchl | D-1-62-000-76    | weitere Bilder                                        |
| Agnes-Bernauer-Straße 86 (Standort)                                                                                              | Wohnhaus                                                                           | palastartig barockisierend, mit Mansarddach und Stuckrelief-Muttergottes, 1903 von Carl Baierle; Vorgarten mit Puttenbrunnen und abschließendem Zaun mit Obelisken und Tor | D-1-62-000-77    | Wohnhaus                                              |
| Agnes-Bernauer-Straße 92/94 (Standort)                                                                                           | Doppelmietshaus                                                                    | dreigeschossiger Walmdachbau mit gekehltem Traufgesims, straßenseitig jeweils außen mit dem Wohngebäude fluchtende Ladenvorbauten mit flachen Walmdächern und dazwischen angelegten Vorgärten, von Hans Gumpert, 1936–38 | D-1-62-000-11124 | Doppelmietshaus                                       |
| Agnes-Bernauer-Straße 97 (Standort)                                                                                              | Ehemalige Scheune                                                                  | 1913 nach Plänen von Theodor Fischer zu einer Evang.-Luth. Notkirche umgebaut; eingeschossiger Saalbau mit Satteldach, an der Westseite barockisierendes Vorzeichen und Abbruchspur des Turmes. | D-1-62-000-78    | Ehemalige Scheune                                     |
| Agnes-Bernauer-Straße 100 (Standort)                                                                                             | Wohnhaus                                                                           | eingeschossiger verputzter Satteldachbau, im Kern wohl 18. Jahrhundert, Umbau mit Neuerrichtung des Dachwerkes, 1848/49 (dendro.-dat.) | D-1-62-000-11257 | Wohnhaus                                              |
| Agnes-Bernauer-Straße 101 (Standort)                                                                                             | Einfamilienhaus                                                                    | 1926 von Franz Weber (Atelier für Architektur Bruno Paul, Köln); vergleiche Agricolastraße 32. | D-1-62-000-79    | Einfamilienhaus                                       |
| Agnes-Bernauer-Straße 102 (Standort)                                                                                             | Ehemaliges Benefiziatenhaus                                                        | später Mesnerhaus von St. Ulrich, 1897 von Josef Lutz; mit Nischenfigur | D-1-62-000-80    | Ehemaliges Benefiziatenhaus                           |
| Agnes-Bernauer-Straße 104 (Standort)                                                                                             | Katholische Pfarrkirche St. Ulrich                                                 | Bautengruppe aus Saalkirche mit Sattel- und Glockendach, Vorhalle und integrierter alter Dorfkirche des 15. Jahrhunderts als oktogonaler Seitenkapelle mit Pyramidendach, Putzfassade mit Treppenturm und Anbau, von Friedrich von Schmidt und Theodor Fischer, 1912–14; mit Ausstattung | D-1-62-000-81    | weitere Bilder                                        |
| bei Agnes-Bernauer-Straße 104 (Standort)                                                                                         | Friedhof                                                                           | mit einigen Grabsteinen der Zeit um 1900 | D-1-62-000-82    | Friedhof                                              |
| Agnes-Bernauer-Straße 106 (Standort)                                                                                             | Pixis-Haus                                                                         | zweigeschossiger Walmdachbau mit Gartenflügel, im Kern um 1720 (ehemaliges Nebengebäude des sogenanntes Laimer Schlössls), 1908 Umbau durch Oskar Pixis; mit Garten | D-1-62-000-83    | Pixis-Haus                                            |
| Agnes-Bernauer-Straße 112 (Standort)                                                                                             | Laimer Schlösschen                                                                 | im Kern 1720, 1908 von Theodor Fischer zu seinem Wohnhaus umgebaut; mit Garten | D-1-62-000-84    | weitere Bilder                                        |
| Agnes-Bernauer-Straße 124/126 (Standort)                                                                                         | Doppelhaus                                                                         | der Villenkolonie Schlosspark Laim, 1912 von Hans Brühl; erneuert; vergleiche Nr. 128/130/132/134 und Vohburger Straße | D-1-62-000-86    | Doppelhaus                                            |
| Agnes-Bernauer-Straße 128/130/132/134 (Standort)                                                                                 | Reihenhäuser                                                                       | der Villenkolonie Schlosspark Laim, 1912 von Hans Brühl; vergleiche Nr. 124/126 und Vohburger Straße | D-1-62-000-87    | Reihenhäuser                                          |
| Agnes-Bernauer-Straße 148/150 (Standort)                                                                                         | Wohnanlage                                                                         | des Vereins für Wohnungskultur, im Geviert angeordnete Zeilen in sachlich-heimatstiligen Formen, 1922–25 vom Emil Freymuth; mit Agricolastraße 18–24 (gerade Nummern), Rappstraße 1/3, Stögerstraße 1–11 (ungerade Nummern) | D-1-62-000-7961  | Wohnanlage                                            |
| Agnes-Bernauer-Straße 152–158 (gerade Nummern) (Standort)                                                                        | Wohnanlage                                                                         | des Vereins für Wohnungskultur, in symmetrischer Anordnung zweier geschlossener Blöcke beiderseits einer Mittelstraße, mit zusammenfassender Hauptfront zur Agnes-Bernauer-Straße, in sachlichen Formen, 1927–30 und 1934–35 von Emil Freymuth; mit Ettenhueberstraße 1–8, Rappstraße 5/7, Reutterstraße 27–39 (ungerade Nummern), Stögerstraße 2–10 (gerade Nummern) | D-1-62-000-7965  | Wohnanlage                                            |
| Agricolastraße 18–24 (gerade Nummern) (Standort)                                                                                 | Teil einer Wohnanlage                                                              | 1922–25 vom Emil Freymuth; siehe Agnes-Bernauer-Straße 148/150. | D-1-62-000-7961  | Teil einer Wohnanlage                                 |
| Agricolastraße 32 (Standort) | Wohnhaus                                                                           | in Formen der Neuen Sachlichkeit mit Anklängen an den Expressionismus, um 1928 von Helmuth Wolff; Nachbildung eines 1926 vom Architekturbüro Bruno Paul errichteten Baues, vergleiche Agnes-Bernauer-Straße 101 | D-1-62-000-109   | Wohnhaus                                              |
| Aindorferstraße 104/106/106a/108 (Standort)                                                                                      | Teil einer Wohnanlage                                                              | Wohnanlage des Bau- und Sparvereins des Bayerischen Eisenbahnverbandes, 1900 von August Brüchle; siehe Camerloherstraße 85–91 ehemals unter der Nummer D-1-62-000-129 separat aufgeführt | D-1-62-000-1047  | weitere Bilder                                        |
| Camerloherstraße 62/64/66 (Standort)                                                                                             | Mietshausgruppe                                                                    | historisierend, mit zwei flachen, von Schweifgiebeln abgeschlossenen Loggien-Erkern, 1909 von Theodor Fischer | D-1-62-000-1045  | Mietshausgruppe                                       |
| Camerloherstraße 71 (Standort)                                                                                                   | Mittelteil eines langgestreckten Wohnblocks der Königlichen Bayerischen Staatsbahn | schlichte deutsche Renaissance, bezeichnet 1900; mit den Eckhäusern Joergstraße 21 und Flantinstraße 2 | D-1-62-000-1046  | weitere Bilder                                        |
| Camerloherstraße 82/82a/84/86/86a/88 und 85/85a/87/89/89a/91 (Standort)                                                          | Mietshausreihen                                                                    | die Camerloherstraße flankierend, jede zu einem großen rechteckigen Block mit Binnenhof gehörig, laut Gedenktafel an Nr. 87 1900 erbaute Wohnanlage des Bau- und Sparvereins des Bayerischen Eisenbahnerverbandes; Architekt August Brüchle. Schlicht barockisierend, die längeren Ost- und Westseiten der beiden Gevierte durch höhere Mittel- und Eckrisalite mit Lisenen gegliedert; um die Haustüren barockisierende Ädikulen. Zum nördlichen Block gehören Lanzstraße 1–13 (ungerade Nummern), Laimer Platz 2/2a/3/4/4a/5 und Guido-Schneble-Straße 2–12 (gerade Nummern); zum südlichen Block Lanzstraße 15–35 (ungerade Nummern), Aindorferstraße 104/106/106a/108 und Guido-Schneble-Straße 14–36 (gerade Nummern)     | D-1-62-000-1047  | Mietshausreihen                                       |
| Ettenhueberstraße 1–8 (Standort)                                                                                                 | Teil einer Wohnanlage                                                              | um 1925 von Emil Freymuth; siehe Agnes-Bernauer-Straße 152–158 (gerade Nummern) | D-1-62-000-7965  | Teil einer Wohnanlage                                 |
| Flantinstraße 2 (Standort) | Teil eines Wohnblocks                                                              | Eckbau in schlichter deutscher Renaissance, 1900; siehe Camerloherstraße 71. ehemals unter der Nummer D-1-62-000-1868 separat aufgeführt | D-1-62-000-1046  | Teil eines Wohnblocks                                 |
| Fürstenrieder Straße 12/14/16 (Standort)                                                                                         | Symmetrisch gruppierte Wohn- und Geschäftshäuser                                   | 1905–06 von Karl Fendt; Nr. 14 und 16 vereinfacht; Gruppe mit Helmpertstraße 2. | D-1-62-000-1959  | weitere Bilder                                        |
| Fürstenrieder Straße 24 (Standort)                                                                                               | Mietshaus                                                                          | mit Erker, 1910 von Liebergesell und Lehmann; bildet mit Nr. 26 eine Gruppe | D-1-62-000-1960  | Mietshaus                                             |
| Fürstenrieder Straße 26 (Standort)                                                                                               | Mietshaus                                                                          | in Ecklage, 1909 von Theodor Fischer; Hausfigur von Bernhard Halbreiter; bildet mit Nr. 24 eine Gruppe | D-1-62-000-7984  | weitere Bilder                                        |
| Fürstenrieder Straße 30 (Standort)                                                                                               | Schulhaus                                                                          | barockisierender Bau mit Dachreiter, 1901–04 von Hans Grässel | D-1-62-000-1961  | weitere Bilder                                        |
| Fürstenrieder Straße 61 (Standort)                                                                                               | Wohnhaus                                                                           | zweigeschossig, Neurokokodekor, mit Pyramidendach, 1900 von Emil Ludwig, mit Tekturen von Gempert | D-1-62-000-1962  | weitere Bilder                                        |
| Fürstenrieder Straße 134–152 (gerade Nummern) (Standort)                                                                         | Wohnblock                                                                          | von Roderich Fick 1929 in Fortführung der von Bruno Biehler geplanten Siedlung Friedenheim, die er gegen die Fürstenrieder Straße abschirmt; langgestreckter, viergeschossiger Zeilenbau mit flachem Walmdach; als Schmuck lediglich die hochgezogenen, skulptierten Schlusssteine von Fritz Schmoll gen. Eisenwerth; am Südende gegen die Straße vorspringender, eingeschossiger Ladenbau; am Nordende gegen Westen kurzer, zweigeschossiger Flügel; zugehörig Inderstorferstraße 1 | D-1-62-000-1963  | Wohnblock                                             |
| Fürstenrieder Straße 156/158/160 (Standort)                                                                                      | Wohnblock                                                                          | von Roderich Fick 1929 in Fortführung der von Bruno Biehler geplanten Siedlung Friedenheim, die er gegen die Fürstenrieder Straße abschirmt; viergeschossiger Zeilenbau mit flachem Walmdach, an der Front zur Fürstenrieder Straße zwei monumentale Fassadenfiguren von Fritz Schmoll gen. Eisenwerth, an der südlichen Stirnseite Sonnenuhr von Kosics, am Südende eingeschossiger Ladenvorbau, am Südabschnitt gegen Westen Stumpf eines dreigeschossigen Flügels mit Toreinfahrt; zugehörig Schulmeierweg 2 | D-1-62-000-1964  | Wohnblock                                             |
| Guido-Schneble-Straße 2/4/6/8/10/12 (Standort)                                                                                   | Teil eines neubarocken Mietshausblocks                                             | bezeichnet 1900, von August Brüchle; siehe Camerloherstraße 82–88 ehemals unter der Nummer D-1-62-000-2314 separat aufgeführt | D-1-62-000-1047  | Teil eines neubarocken Mietshausblocks                |
| Guido-Schneble-Straße 14–36 (gerade Nummern) (Standort)                                                                          | Teil eines neubarocken Mietshausblocks                                             | bezeichnet 1900, von August Brüchle, siehe Camerloherstraße 85–91 ehemals unter der Nummer D-1-62-000-2315 separat aufgeführt | D-1-62-000-3808  | Teil eines neubarocken Mietshausblocks                |
| Guido-Schneble-Straße 17–41 (ungerade Nummern) (Standort)                                                                        | Kleinhausreihe                                                                     | bestehend aus 13 Häusern, Teil einer Klein-Wohnhaus-Kolonie, 1911 von Theodor Fischer; siehe Gunzenlehstraße | D-1-62-000-3808  | Kleinhausreihe                                        |
| Gunzenlehstraße 1–19 (ungerade Nummern) (Standort)                                                                               | Hausreihe (zehn Häuser)                                                            | mit Mansarddach, zwei Giebeln, 1911 von Theodor Fischer; Teil einer Klein-Wohnhaus-Kolonie aus vier parallel stehenden, langgezogenen Häuserreihen mit Torhaus; dazu gehörig Gunzenlehstraße 2–28 (gerade Nummern), Guido-Schneble-Straße 17–41 (ungerade Nummern), Joergstraße 34–56 (gerade Nummern) und Lechfeldstraße 7 (Torbau), 8/9/10 | D-1-62-000-3808  | weitere Bilder                                        |
| Gunzenlehstraße 2–18 (gerade Nummern) (Standort)                                                                                 | Hausreihe (neun Häuser)                                                            | meist zweigeschossig, 1911 von Theodor Fischer; Teil einer Klein-Wohnhaus-Kolonie, siehe Gunzenlehstraße 1–19 (ungerade Nummern) | D-1-62-000-3808  | weitere Bilder                                        |
| Helmpertstraße 2 (Standort) | Mietshaus                                                                          | barockisierend, mit Eckturm, 1905–06 von Karl Fendt; Gruppe mit Fürstenrieder Straße 12/14/16 | D-1-62-000-2494  | weitere Bilder                                        |
| Joergstraße 21 (Standort) | Teil eines Wohnblocks                                                              | Eckhaus in schlichter deutscher Renaissance, 1900; siehe Camerloherstraße 71. ehemals unter der Nummer D-1-62-000-3075 separat aufgeführt | D-1-62-000-1046  | Teil eines Wohnblocks                                 |
| Joergstraße 34–56 (gerade Nummern) (Standort)                                                                                    | Hausreihe                                                                          | 1911 von Theodor Fischer, Teil einer Klein-Wohnhaus-Kolonie, siehe Gunzenlehstraße 1–19. | D-1-62-000-3808  | Hausreihe                                             |
| Laimer Platz 2/2a/3/4/4a/5 (Standort)                                                                                            | Teil eines neubarocken Mietshausblocks                                             | 1900, von August Brüchle; siehe Camerloherstraße 82–88 (gerade Nummern). ehemals unter der Nummer D-1-62-000-3728 separat aufgeführt | D-1-62-000-1047  | Teil eines neubarocken Mietshausblocks                |
| Landsberger Straße 328 (Standort)                                                                                                | Villa                                                                              | mit Fachwerk, um 1900 | D-1-62-000-3766  | weitere Bilder                                        |
| Lanzstraße 1/3/5/7/9/11/13 (Standort)                                                                                            | Teil eines neubarocken Mietshausblocks                                             | 1900, von August Brüchle; siehe Camerloherstraße 82–88 (gerade Nummern). ehemals unter der Nummer D-1-62-000-3799 separat aufgeführt | D-1-62-000-1047  | weitere Bilder                                        |
| Lanzstraße 15/17/19/21/23/25/27/29/31/33/35 (Standort)                                                                           | Teil eines neubarocken Mietshausblocks                                             | 1900, von August Brüchle, siehe Camerloherstraße 85–91 (ungerade Nummern). ehemals unter der Nummer D-1-62-000-3800 separat aufgeführt | D-1-62-000-1047  | weitere Bilder                                        |
| Lechfeldstraße 7/8/9/10 (Standort)                                                                                               | Wohnhausgruppe                                                                     | einer Klein-Wohnhaus-Kolonie, mit zweischiffiger Durchfahrt, 1911 von Theodor Fischer; siehe Gunzenlehstraße 1–19 | D-1-62-000-3808  | Wohnhausgruppe                                        |
| Lutzstraße 30 (Standort) | Pfarrhaus St. Ulrich                                                               | barockisierend, mit Halbmansarddach, 1929 von Josef Schormüller; unmittelbar nördlich der Laimer Kirche | D-1-62-000-4138  | Pfarrhaus St. Ulrich                                  |
| Lutzstraße 38 (Standort) | Ehemaliger Fahrradladen mit Werkstätte und Tankstelle                              | eingeschossiger Flachdachbau, von Oskar Popp, 1935/36, Umbau mit Anbau eines weit auskragenden Vordaches mit abgerundeten Ecken über den vormaligen Zapfsäulen, vom Baugeschäft Franz Peteranderl, 1953/54 | D-1-62-000-11328 | Ehemaliger Fahrradladen mit Werkstätte und Tankstelle |
| Mathunistraße 32 (Standort) | Villa                                                                              | mit barockisierenden Motiven, Stuckreliefs, 1895 von M. Seidl | D-1-62-000-4372  | weitere Bilder                                        |
| Neuburgerstraße 1 (Standort) | Villenartiges Wohnhaus                                                             | zweigeschossiges Einfamilienhaus in einer Mischung aus strengem Reformstil und historisierenden Formen, 1911 von Heilmann & Littmann errichtet; mit steilem Dreiecksgiebel und Lisenengliederung, korbbogigem Steherker an der Südseite und gedeckter Terrasse an der Rückseite; mit gemauerter Einfriedung | D-1-62-000-8075  | weitere Bilder                                        |
| Neuburgerstraße 4 (Standort) | Villa                                                                              | historisierend, mit Erker, 1914 | D-1-62-000-4700  | Villa                                                 |
| Perhamerstraße 1 (Standort) | Eckhaus                                                                            | 1910–11 von Theodor Fischer; Teil einer Wohnhausgruppe, vergleiche Stadtlohnerstraße. ehemals unter der Nummer D-1-62-000-5204 separat aufgeführt | D-1-62-000-6617  | Eckhaus                                               |
| Perhamerstraße 3 (Standort) | Wohnhaus                                                                           | historisierend, 1911 von Theodor Fischer; schließt an Stadtlohnerstraße 2 in ähnlichen Formen an | D-1-62-000-5205  | Wohnhaus                                              |
| Perhamerstraße 4/6 (Standort) | Wohnhaus                                                                           | schlichter Dreiflügelbau mit Mittelgiebel, historisierend, 1909 von Theodor Fischer; nördlicher Abschluss der Stadtlohnerstraße, vergleiche dort ehemals unter der Nummer D-1-62-000-5206 separat aufgeführt | D-1-62-000-6617  | Wohnhaus                                              |
| Perhamerstraße 9 (Standort) | Villa                                                                              | mit Mansarddach, barockisierend, um 1912 von Theodor Fischer | D-1-62-000-5207  | Villa                                                 |
| Perhamerstraße 31 (Standort) | Villa                                                                              | im Schweizer Landhausstil mit reichem Schnitz- und Fachwerk, 1906 von Paul Fuchs und Gustav Rühl | D-1-62-000-5208  | weitere Bilder                                        |
| Perhamerstraße 34 (Standort) | Villa                                                                              | mit Mansarddach, barockisierend, mit Pilastergliederung, 1923 von Johann Schalk | D-1-62-000-5209  | Villa                                                 |
| Perhamerstraße 41 (Standort) | Villa                                                                              | barockisierender Jugendstil, 1907 von Ulrich Merk; Block mit Von-der-Pfordten-Straße 15 | D-1-62-000-5210  | Villa                                                 |
| Perhamerstraße 45–63 (ungerade Nummern) (Standort)                                                                               | Reihenhäuser                                                                       | 1912 von Hans Brühl; Teil der Villenkolonie Schlosspark Laim, siehe Vohburger Straße. | D-1-62-000-5212  | Reihenhäuser                                          |
| Perhamerstraße 89 (Standort) | Teil einer Wohnanlage                                                              | von Emil Freymuth 1926/27 siehe Rappstraße 12/14/16 ehemals unter der Nummer D-1-62-000-5213 separat aufgeführt | D-1-62-000-5660  | Teil einer Wohnanlage                                 |
| Rappstraße 1/3 (Standort) | Teil einer Wohnanlage                                                              | 1922–25 vom Emil Freymuth; siehe Agnes-Bernauer-Straße 148/150. | D-1-62-000-7961  | weitere Bilder                                        |
| Rappstraße 5/7 (Standort) | Teil einer Wohnanlage                                                              | um 1925 von Emil Freymuth; siehe Agnes-Bernauer-Straße 152–158 (gerade Nummern) | D-1-62-000-7965  | Teil einer Wohnanlage                                 |
| Rappstraße 12/14/16 (Standort)                                                                                                   | Wohnanlage                                                                         | zweiflüglig, 1926–27 von Emil Freymuth für den Bauverein Wohnungshilfe errichtet in einem zur Sachlichkeit reduzierten Heimatstil, in den Einzelformen expressionistische Anklänge; Zugehörig: Perhamer Straße 89 und Reutterstraße 23/25 | D-1-62-000-5660  | Wohnanlage                                            |
| Reindlstraße (Standort) | Brunnen mit Figurengruppe                                                          | Mutter mit Kindern, bezeichnet Emil Epple 1931; Ostseite der Straße, Ecke Saherrstraße. | D-1-62-000-5712  | Brunnen mit Figurengruppe                             |
| Reutterstraße 23/25 (Standort)                                                                                                   | Teil einer Wohnanlage                                                              | 1926–27 von Emil Freymuth; siehe Rappstraße 12/14/16. ehemals unter der Nummer D-1-62-000-5774 separat aufgeführt | D-1-62-000-5660  | Teil einer Wohnanlage                                 |
| Reutterstraße 27–39 (ungerade Nummern) (Standort)                                                                                | Teil einer Wohnanlage                                                              | um 1925 von Emil Freymuth; siehe Agnes-Bernauer-Straße 152–158 (gerade Nummern) | D-1-62-000-7965  | Teil einer Wohnanlage                                 |
| Riegerhofstraße 22 (Standort) | Wohnhaus                                                                           | zweigeschossig, barockisierend, 1898 von Josef Schrank | D-1-62-000-5840  | Wohnhaus                                              |
| Riegerhofweg 8 (Standort) | Malerische Villa                                                                   | mit Fachwerk und Turm, 1898 von Franz Rank | D-1-62-000-5841  | weitere Bilder                                        |
| Schrobenhausener Straße 1 (Standort)                                                                                             | Katholische Pfarrkirche Zu den heiligen zwölf Aposteln                             | schlichter, verputzter Ziegelbau in kubischen Formen, flachgedeckter Saalraum mit halbkreisförmiger Apsis in der Breite des Langhauses und vertikalem Fensterband an der Eingangsseite; niedriger Glockenturm an der Nordseite; 1952/53 von Sep Ruf als sein erster Sakralbau errichtet; mit Ausstattung; mit Pfarrhaus, südseitig über Verbindungsgang angeschlossen | D-1-62-000-7909  | weitere Bilder                                        |
| Stürzerstraße 14/16 (Standort)                                                                                                   | Brunnen                                                                            | kelchförmige Brunnenschale mit Aufsatz und einer Kindfigur, sogennenter Peterbrünnlein, von Ruth Schaumann, 1929 | D-1-62-000-11019 | Brunnen                                               |
| Schulmeierweg 2 (Standort) | Teil eines Wohnblocks                                                              | von Roderich Fick 1929, vergleiche Fürstenrieder Straße 156, 158, 160 ehemals unter der Nummer D-1-62-000-6326 separat aufgeführt | D-1-62-000-1964  | Teil eines Wohnblocks                                 |
| Stadtlohner Straße 1–10, 12, 14, 16 (Standort)                                                                                   | Zwei einander zugeordnete Wohnhausreihen                                           | mit platzartiger Erweiterung, 1910–11 von Theodor Fischer; zu der geschlossenen Baugruppe in der Art einer süddeutschen Kleinstadt gehören auch Perhamerstraße 1 und 4/6 | D-1-62-000-6617  | Zwei einander zugeordnete Wohnhausreihen              |
| Stöberlstraße 17–57 (ungerade Nummern) (Standort)                                                                                | Langgezogene Reihenhausgruppe                                                      | der Villenkolonie Schlosspark Laim, 1912 von Hans Brühl; charakteristisch das Torhaus bei Nr. 31; siehe Vohburger Straße | D-1-62-000-6709  | Langgezogene Reihenhausgruppe                         |
| Stögerstraße 1–11 (ungerade Nummern) (Standort)                                                                                  | Teil einer Wohnanlage                                                              | 1922–25 von Emil Freymuth; siehe Agnes-Bernauer-Straße 148/150. | D-1-62-000-7961  | weitere Bilder                                        |
| Stögerstraße 2–10 (gerade Nummern) (Standort)                                                                                    | Teil einer Wohnanlage                                                              | um 1925 von Emil Freymuth; siehe Agnes-Bernauer-Straße 152–158 (gerade Nummern) | D-1-62-000-7965  | weitere Bilder                                        |
| Mathunistrasse 23–27, Valpichlerstrasse 82a (Standort)                                                                           | Evang.- Luth. Paul-Gerhardt-Kirche                                                 | mit Pfarr- und Gemeindezentrum, burgartige Anlage aus Sichtziegelmauerwerk auf parkartigem Grundstück; Zugang zur Kirche über den durch Randbebauung an der Nordseite ausgebildeten Vorhof; hoher, längsrechteckiger Sakralbau mit ausschwingendem Satteldach, Kampanile und Freitreppe; Gemeindesaal im Sockelgeschoss; auf schlanken Betonstützen in den Kirchenraum eingestellter Gewölbebaldachin mit Lichtführung oberhalb der geschlossenen Wand; 1955/56 von Johannes Ludwig; mit Ausstattung; nördliche Randbebauung an der Mathunistraße: Mesnerhaus (1955/56), zwei Pfarrhäuser (1964 und 1967); südwestlicher Bauteil an der Valpichlerstraße 82a: Sakristei (1955/56) mit Jugend- und Gemeindehaus (1969 und 1998) | D-1-62-000-7911  | weitere Bilder                                        |
| Vohburger Straße 2/4/6/8 (Standort)                                                                                              | Reihenhausgruppe                                                                   | der Villenkolonie Schlosspark Laim, 1912 von Hans Brühl; mit Nr. 7, Nr. 9/11, Nr. 10/12/14/16 und Nr. 13/15/17/19/21/23 sowie Stöberlstraße 17–57 (ungerade Nummern), Perhamer Straße 45–63 (ungerade Nummern) und Agnes-Bernauer-Straße 124–134 (gerade Nummern) | D-1-62-000-7239  | Reihenhausgruppe                                      |
| Vohburger Straße 7 (Standort) | Einzelhaus                                                                         | in der Villenkolonie Schlosspark Laim, um 1912, wohl von Hans Brühl; siehe Nr. 2/4/6/8 | D-1-62-000-7240  | Einzelhaus                                            |
| Vohburger Straße 9/11 (Standort)                                                                                                 | Doppelhaus                                                                         | der Villenkolonie Schlosspark Laim, 1912 von Hans Brühl; siehe Vohburger Straße 2/4/6/8 | D-1-62-000-7242  | Doppelhaus                                            |
| Vohburger Straße 10/12/14/16 (Standort)                                                                                          | Reihenhausgruppe                                                                   | der Villenkolonie Schlosspark Laim, 1912 von Hans Brühl; siehe Vohburger Straße 2/4/6/8 | D-1-62-000-7243  | Reihenhausgruppe                                      |
| Vohburger Straße 13/15/17/19/21/23 (Standort)                                                                                    | Reihenhausgruppe                                                                   | der Villenkolonie Schlosspark Laim, 1912 von Hans Brühl; siehe Vohburger Straße 2/4/6/8 | D-1-62-000-7246  | Reihenhausgruppe                                      |
| Von-der-Pfordten-Straße 15 (Standort)                                                                                            | Villa                                                                              | historisierend, 1900 von Emil Ludwig | D-1-62-000-7283  | Villa                                                 |
| Von-der-Pfordten-Straße 19 (Standort)                                                                                            | Wohnhaus                                                                           | neuklassizistisch, 1924 von Alwin Seifert | D-1-62-000-7284  | Wohnhaus                                              |
| Von-der-Pfordten-Straße 23 (Standort)                                                                                            | Villa                                                                              | neuklassizistisch, Rohbackstein, 1911 von Theodor Fischer | D-1-62-000-7285  | Villa                                                 |
| Weßlinger Straße 1–16 (Standort)                                                                                                 | Drei geschlossene Wohnhauszeilen                                                   | 1929 von Alwin Seifert in Fortführung der von Bruno Biehler geplanten Siedlung Friedenheim errichtet; die zweigeschossigen Zeilen von Häusern zu je vier Wohnungen wirken durch stumpfwinklige Brechungen leicht geschwungen. Die Sachlichkeit der Gesamtauffassung ist gemildert durch die rundbogigen Türen und die allerdings nur in der Stürzerstraße erhaltenen Wandmalereien von Franz Reinhart und Luise Klempt. Mit dem Haus Weßlinger Straße 16 ist die Einpassung eines Neubaues versucht; zwischen der Stürzerstraße und der Weßlinger Straße sowie westwärts der Weßlinger Straße Grünanlagen; dazu gehörig Stürzerstraße 40–52 (gerade Nummern).                                                                  | D-1-62-000-7430  | Drei geschlossene Wohnhauszeilen                      |

## Ehemalige Baudenkmäler
In diesem Abschnitt sind Objekte aufgeführt, die früher einmal in der Denkmalliste eingetragen waren, jetzt aber nicht mehr. Objekte, die in anderem Zusammenhang – also z. B. als Teil eines Baudenkmals – weiter eingetragen sind, sollen hier nicht aufgeführt werden. Aktennummern in diesem Abschnitt sind ehemalige, jetzt nicht mehr gültige Aktennummern.

| Lage                           | Objekt                               | Beschreibung | Akten-Nr.       | Bild                                 |
| ------------------------------ | ------------------------------------ | --- | --------------- | ------------------------------------ |
| Mitterhoferstraße 7 (Standort) | Ehemalige Glockengießerei Oberascher | basilikaler Satteldachbau mit Dachreiter und Putzgliederungen, von Baumeister Xaver Heininger, 1906/07 Das Verwaltungsgericht München hat in seinem Urteil vom 29. Juli 2019 den Denkmalschutzstatus aberkannt. | D-1-62-000-9806 | Ehemalige Glockengießerei Oberascher |